# Connelles
Connelles ist eine französische Gemeinde mit 172 Einwohnern (Stand: 1. Januar 2022) im Département Eure in der Region Normandie. Sie gehört zum Arrondissement Les Andelys und zum Kanton Val-de-Reuil.
Die Einwohner werden Connellois genannt.

## Geographie
Connelles liegt etwa 24 Kilometer südsüdöstlich von Rouen an der Seine.

### Nachbargemeinden
Umgeben ist Connelles von den Nachbargemeinden Vatteville im Norden, Daubeuf-près-Vatteville im Osten und Nordosten, Herqueville im Süden sowie Porte-de-Seine im Westen.

## Bevölkerungsentwicklung
| Jahr      | 1962 | 1968 | 1975 | 1982 | 1990 | 1999 | 2006 | 2013 |
| Einwohner | 118  | 104  | 103  | 139  | 154  | 188  | 201  | 196  |

## Sehenswürdigkeiten
- Kirche Saint-Vaast aus dem 12. Jahrhundert, Umbauten aus dem 16./17. Jahrhundert
- Herrenhaus aus dem 15. Jahrhundert
- Gutshof aus dem 18. Jahrhundert

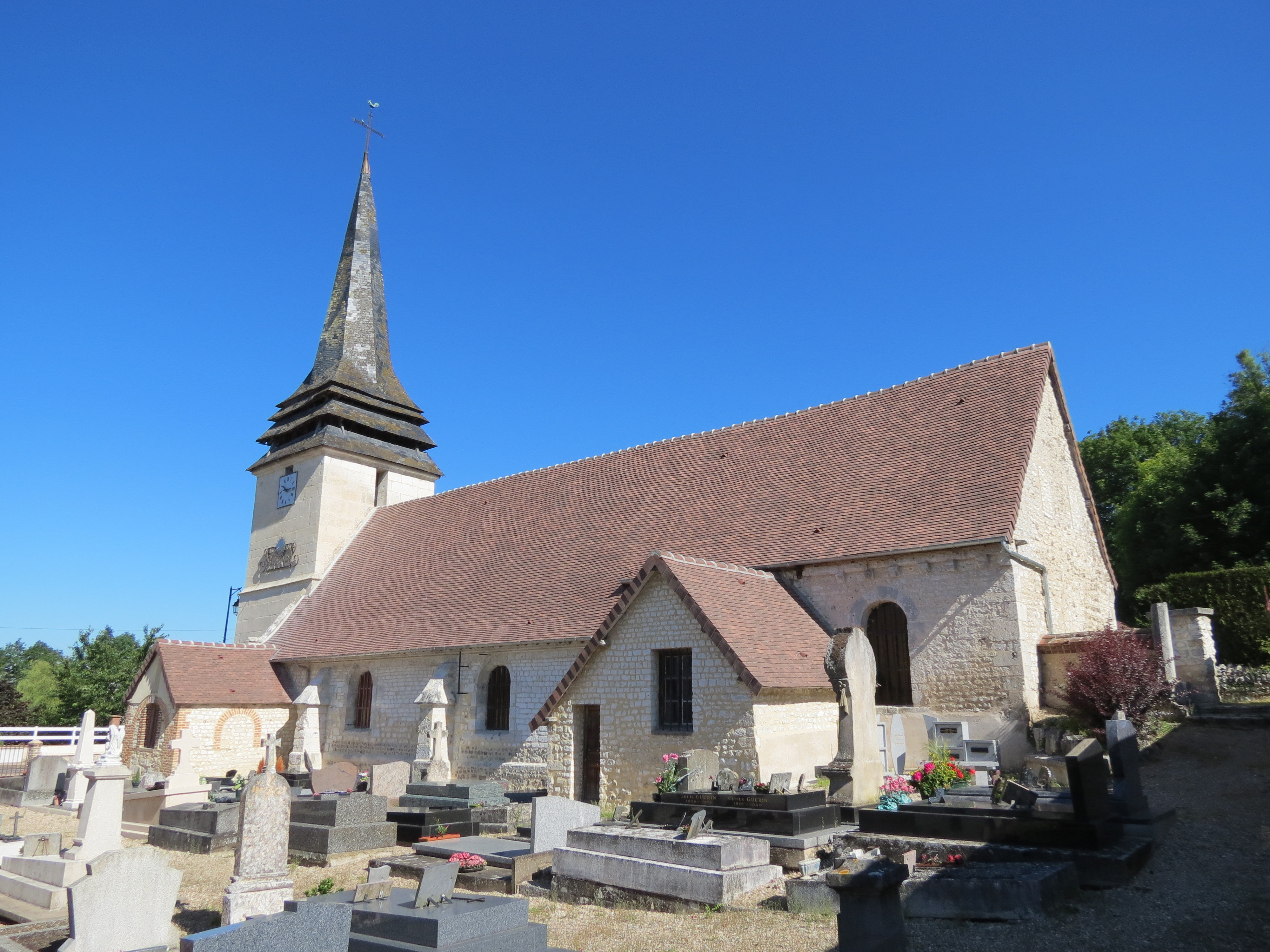
Kirche Saint-Vaast
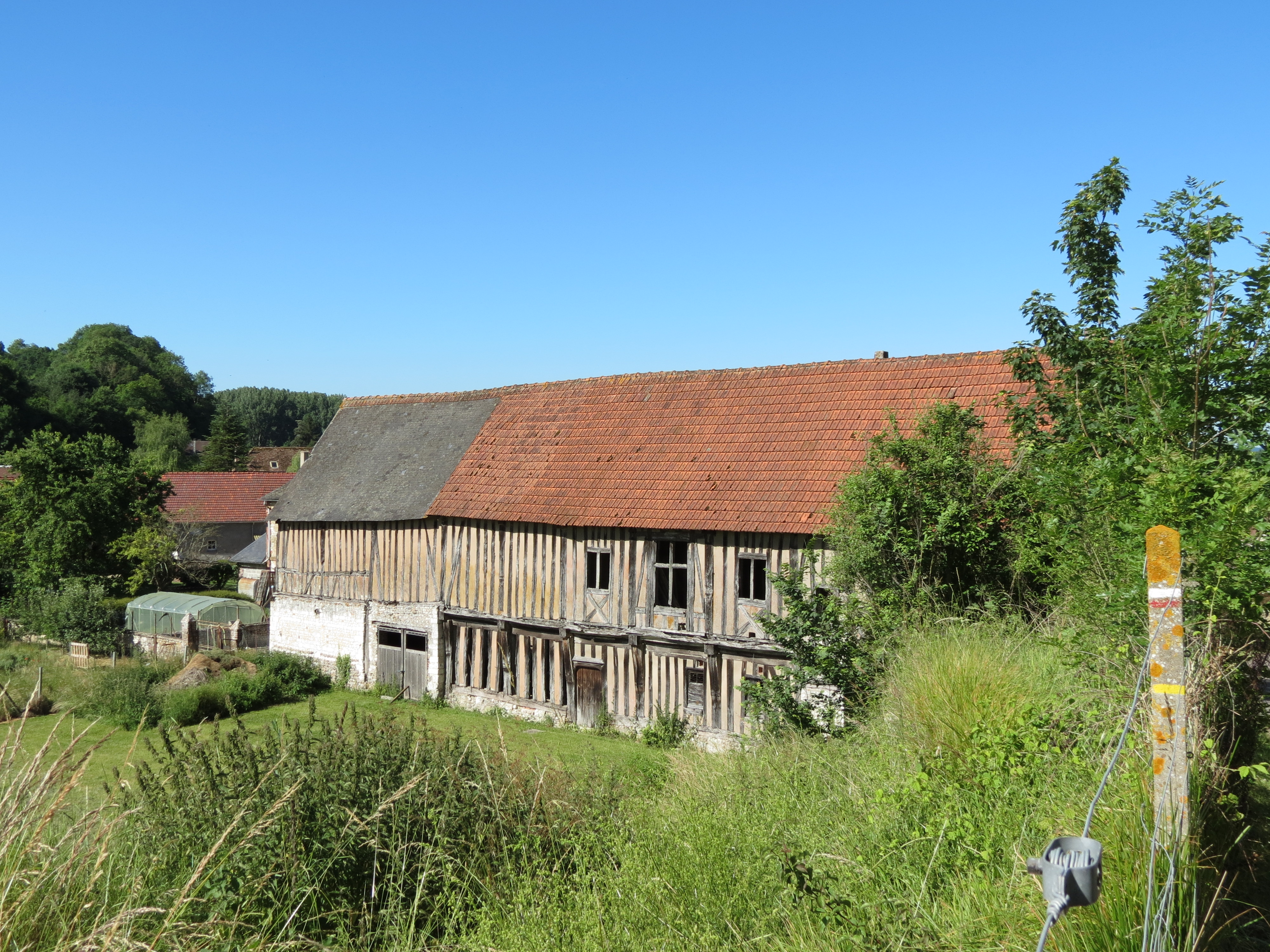
Gutshof